# NGC 5206
NGC 5206 في الفهرس العام الجديد، هي مجرة، تقع في كوكبة قنطورس. اكتشفت في 2 يوليو 1834 بواسطة جون هيرشل.

## روابط خارجية
- NGC 5206 على موقع ويكي سكاي: DSS2, SDSS, GALEX, IRAS, Hydrogen α, X-Ray, Astrophoto, Sky Map, Articles and images